# Djinguereber-moskee
De Djinguereber-moskee (of Djingareyber of Djingarey Ber) is een moskee in Timboektoe (Mali), die in 1327 gebouwd werd. Het ontwerp wordt toegeschreven aan Abu Ishaq es-Saheli, die er 200 kilo goud voor kreeg van Mansa Moussa, staatshoofd van het Koninkrijk Mali.
De moskee is grotendeels gebouwd uit leem en organische materialen als vezels, hout en stro. Een klein deel van de noordelijke muur is van kalksteen.
De moskee heeft drie binnenplaatsen, twee minaretten en 25 rijen pilaren die in een oost-westrichting staan. Er is ruimte om te bidden voor tweeduizend mensen. De Djinguereber-moskee is een van de drie madrassa's van de Universiteit van Sankore.

Fotogalerij
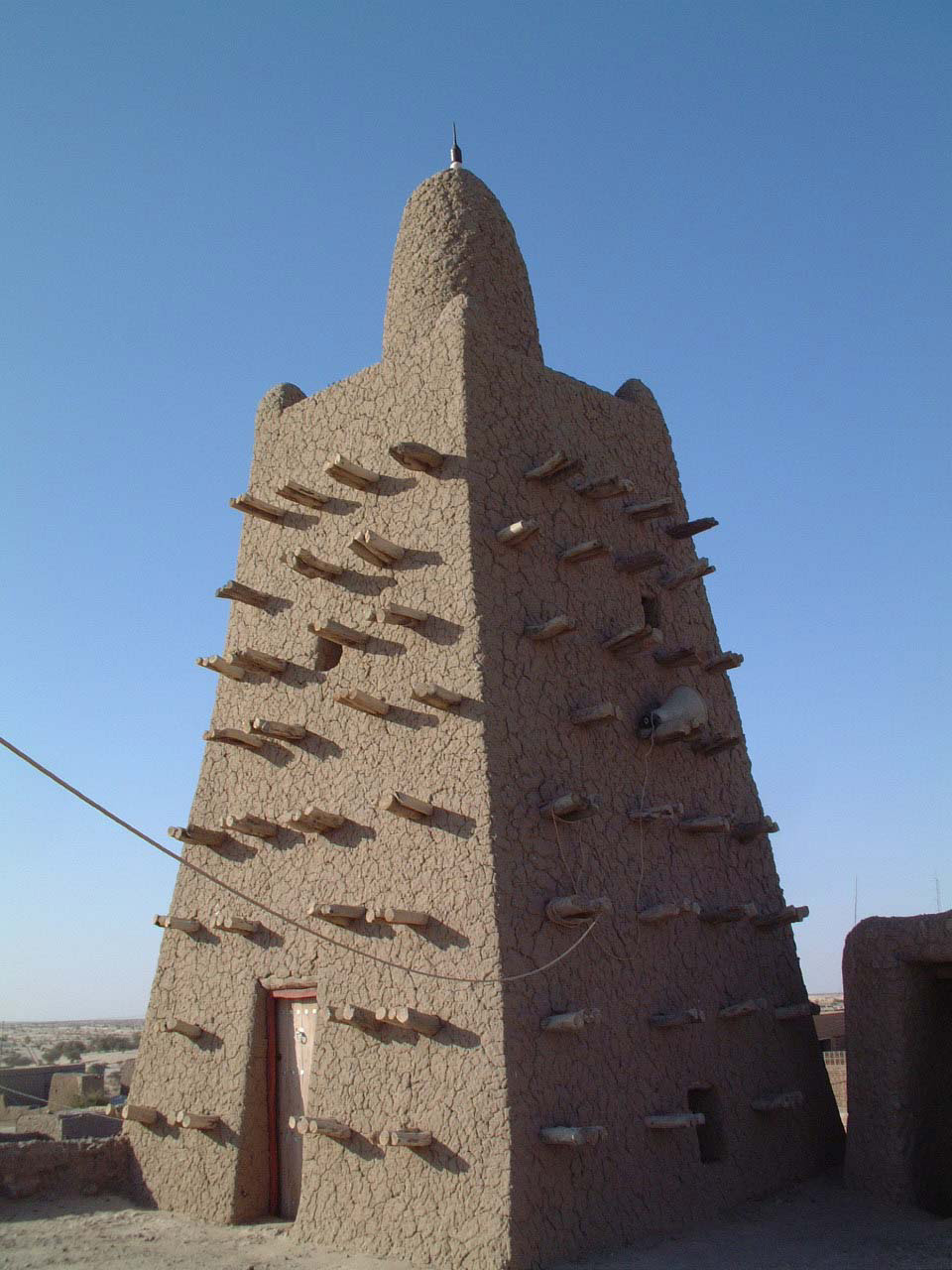
De minaret
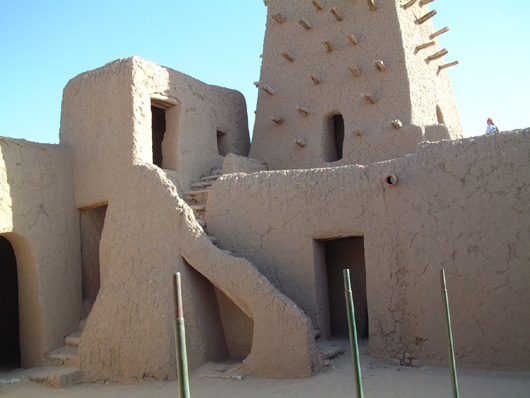
De hoofdzaal
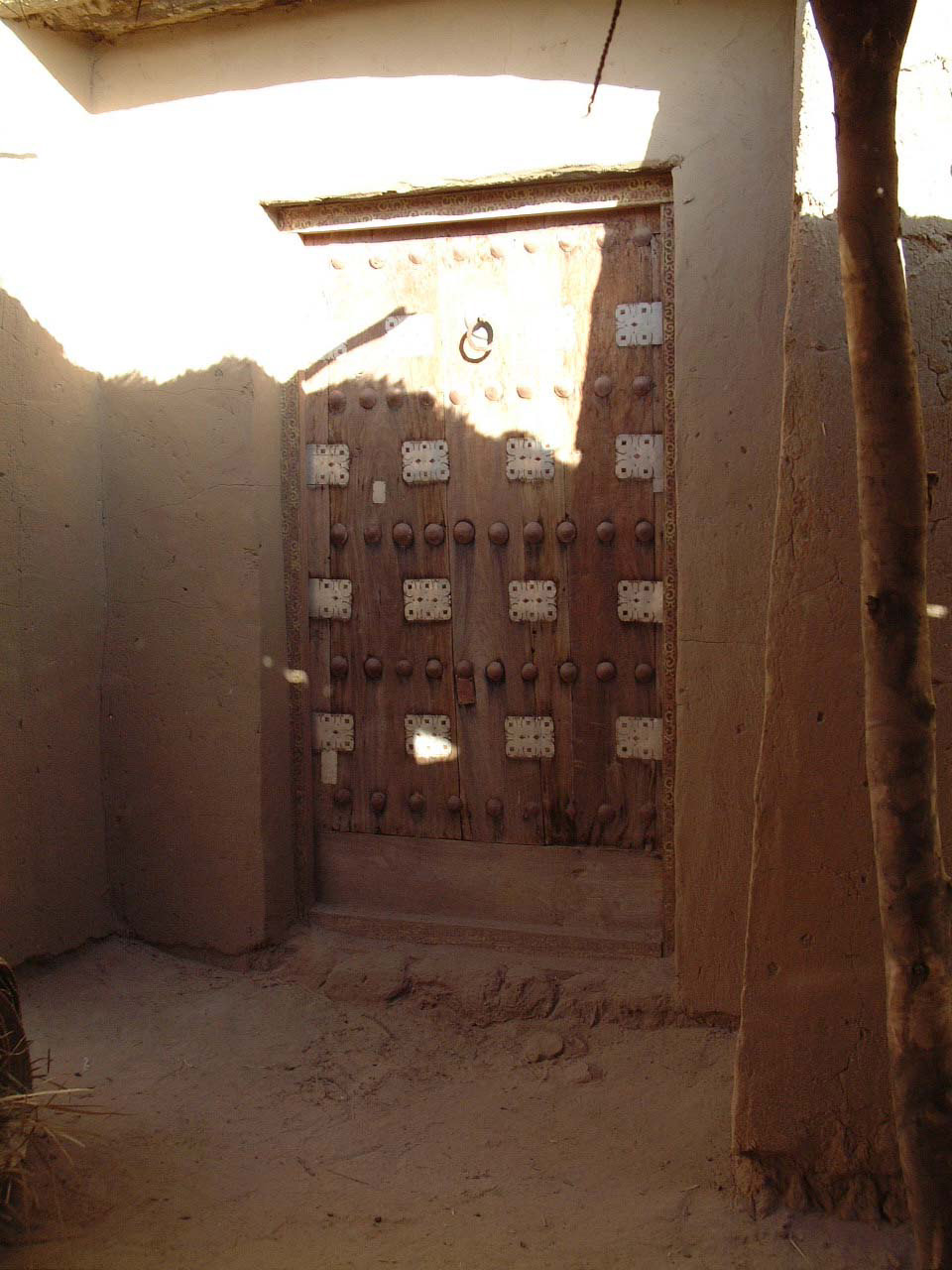
De "Magiërspoort"
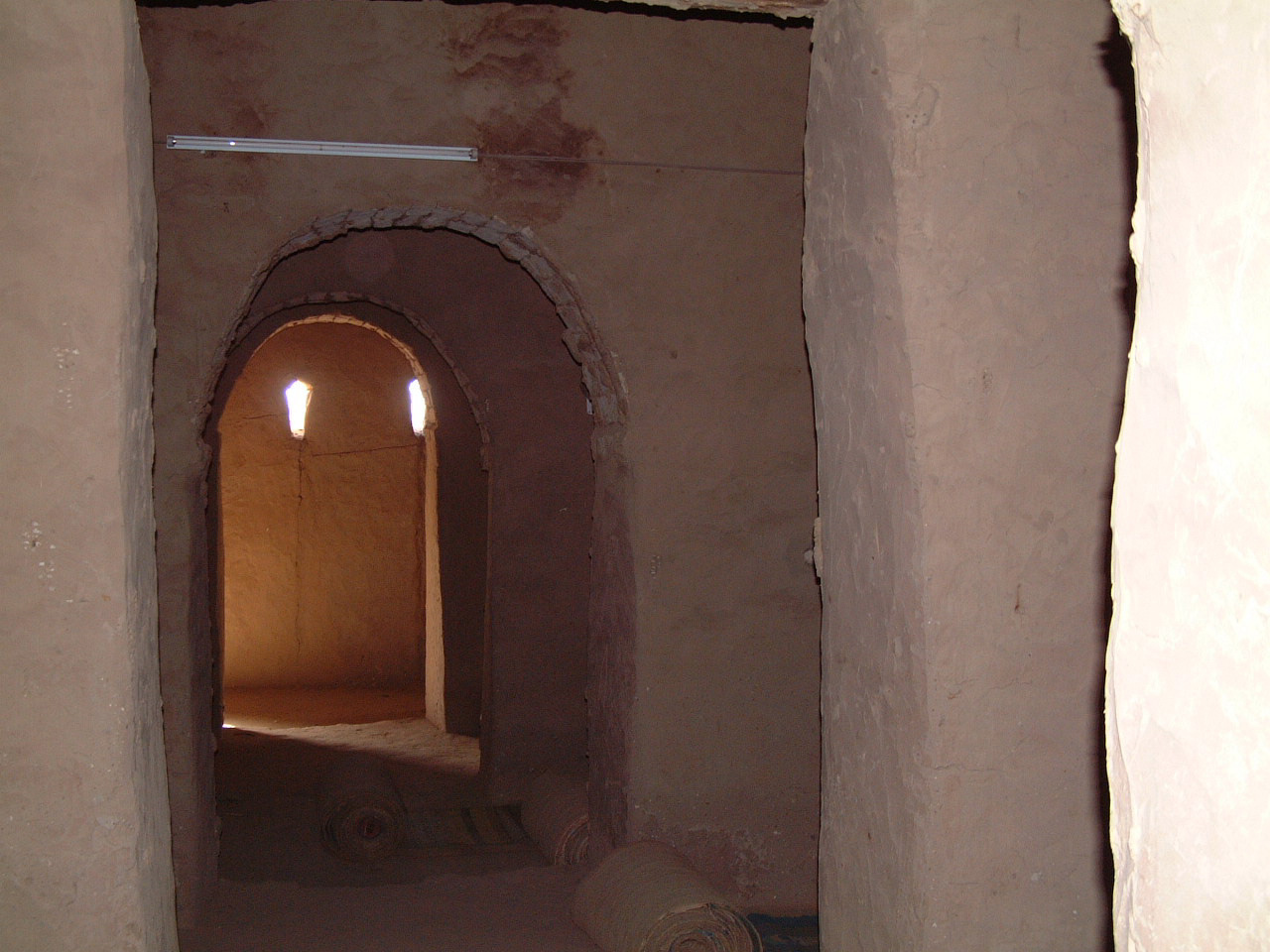
Interieur van de moskee